# Ethiopië op de Olympische Zomerspelen 1964
Ethiopië nam deel aan de Olympische Zomerspelen 1964 in Tokio, Japan. De marathonloper Abebe Bikila verdedigde met succes zijn titel, hoewel hij zes weken daarvoor nog een blindedarm-operatie had ondergaan.

## Medailleoverzicht
| Sport    | Olympiër     | Discipline   | Medaille |
| -------- | ------------ | ------------ | -------- |
| Atletiek | Abebe Bikila | marathon (m) | Goud     |

## Deelnemers en resultaten per onderdeel

### Atletiek
| Olympiër        | Discipline   | Resultaat | Prestatie                                                                   |
| --------------- | ------------ | --------- | --------------------------------------------------------------------------- |
| Tegegne Bezabeh | 200m (m)     | 44e       | serie 5: 6de in 22,0                                                        |
| Tegegne Bezabeh | 400m (m)     | 13e       | serie 4: 3de in 46,7 kwartfinale 4: 3de in 47,2 halve finale 1: 7de in 47,1 |
| Mamo Sebsibe    | 800m (m)     | 36e       | serie 4: 8ste in 1.52,8                                                     |
| Mamo Sebsibe    | 1500m (m)    | 20e       | serie 4: 7de in 3.45,8                                                      |
| Mamo Wolde      | 10000m (m)   | 4e        | 28.31,8                                                                     |
| Abebe Bikila    | marathon (m) | Goud      | 2:12.11,2 (WR)                                                              |
| Demissie Wolde  | marathon (m) | 10e       | 2:21.25,2                                                                   |
| Mamo Wolde      | marathon (m) | DNF       | niet gefinisht                                                              |

### Boksen
| Olympiër             | Discipline  | Resultaat | Prestatie                                                    |
| -------------------- | ----------- | --------- | ------------------------------------------------------------ |
| Abebe Mekonnen       | -60kg (m)   | 33e       | 1ste ronde: V van MEX Serrano: 0-5                           |
| Tadesse Gebregiorgis | -63,5kg (m) | 17e       | 1ste ronde: vrij 2de ronde: V van NEP Pun: gediskwalificeerd |
| Bekele Alemu         | -71kg (m)   | 17e       | 1ste ronde: V van FIN Mattson: 1-4                           |

### Wielersport
| Olympiër                                                               | Discipline         | Resultaat | Prestatie      |
| ---------------------------------------------------------------------- | ------------------ | --------- | -------------- |
| Solomon Ambaye                                                         | wegwedstrijd (m)   | DNF       | niet gefinisht |
| Fisihasion Guebreyesus                                                 | wegwedstrijd (m)   | DNF       | niet gefinisht |
| Yemane Negassi                                                         | wegwedstrijd (m)   | DNF       | niet gefinisht |
| Mikael Saglimbeni                                                      | wegwedstrijd (m)   | DNF       | niet gefinisht |
| Solomon Ambaye Fisihasion Guebreyesus Yemane Negassi Mikael Saglimbeni | ploegentijdrit (m) | 26e       | 2:53.52,25     |

Afghanistan · Algerije · Argentinië · Australië · Bahama's · België · Bermuda · Birma · Bolivia · Brazilië · Brits-Guiana · Bulgarije · Cambodja · Canada · Ceylon · Chili · Colombia · Congo-Brazzaville · Costa Rica · Cuba · Denemarken · Dominicaanse Republiek · Duits eenheidsteam · Ethiopië · Filipijnen · Finland · Frankrijk · Ghana · Griekenland · Groot-Brittannië · Hongarije · Hongkong · Ierland · IJsland · India · Irak · Iran · Israël · Italië · Ivoorkust · Jamaica · Japan · Joegoslavië · Kameroen · Kenia · Libanon · Liberia · Libië · Liechtenstein · Luxemburg · Madagaskar · Maleisië · Mali · Marokko · Mexico · Monaco · Mongolië · Nederland · Nederlandse Antillen · Nepal · Nieuw-Zeeland · Niger · Nigeria · Noord-Rhodesië · Noorwegen · Oeganda · Oostenrijk · Pakistan · Panama · Peru · Polen · Portugal · Puerto Rico · Roemenië · Senegal · Sovjet-Unie · Spanje · Taiwan · Tanganyika · Thailand · Trinidad en Tobago · Tsjaad · Tsjecho-Slowakije · Tunesië · Turkije · Uruguay · Venezuela · Verenigde Arabische Republiek · Verenigde Staten · Vietnam · Zuid-Korea · Zuid-Rhodesië · Zweden · Zwitserland